# أفعوانية فوجيياما

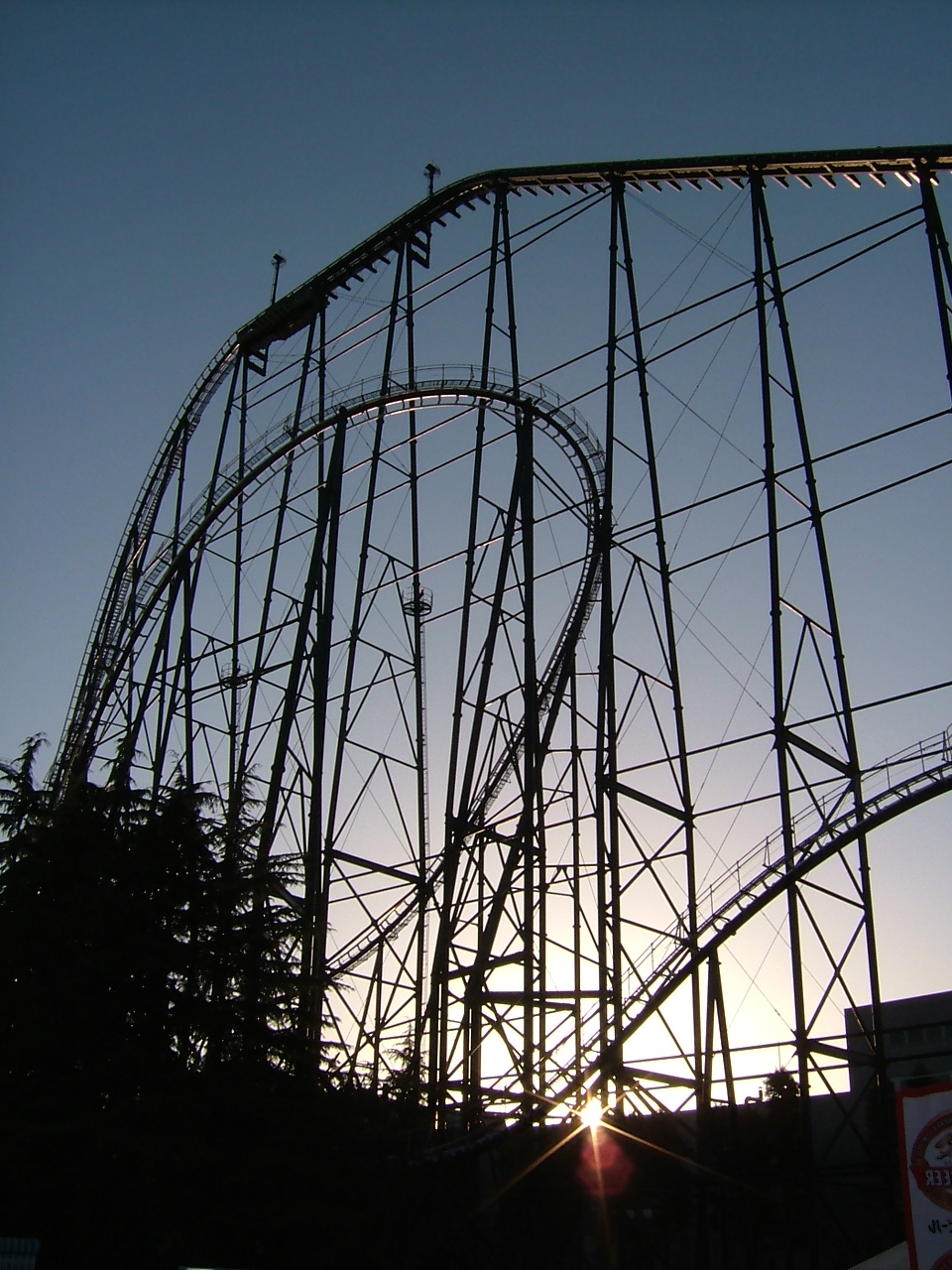
أفعوانية فوجيياما

افعوانية فوجيياما هي أفعوانية فولاذية تقع في مرتفعات فوجيكيو، فيوجييوشيدا، ياماناشي، اليابان. وعندما افتتحت فوجيياما في عام 1996 كانت أطول أفعوانية في العالم على ارتفاع 259 قدم (79 م)، وكانت أكبر منحدر في العالم حيث وصل إلى 230 قدم (70 م). كما كانت فوجيياما أيضا الافعوانية الأسرع في العالم لمدة سنة من عملها، قبل أن يتفوق عليها برج الرعب (بالإنجليزية: Tower of Terror)‏ في حديقة ملاهي دريم وورلد" Dreamworld" في ولاية كوينزلاند، أستراليا في عام 1997. وعلى الرغم من كونها الأفعوانية الأسرع في العالم لمدة سنة، لم تحصل على أية سجلات أو أرقام قياسية لسرعة الأفعوانيات. مجموعة الصلب في فانتوم Kennywood حصلت على الرقم القياسي العالمي للسرعة، وذلك قبل أن يضيف مهندسون الفرامل الإضافية للحد من السرعة بسبب مخاوف السلامة ولراحة الركاب.
سميت تيمناً بالجبل فوجي الشهير، الذي ينتصب غرب طوكيو. وفوجيياما مصطلح يأتي من «فوجي» والتي تعني الملك، و«ياما» والتي تعني الجبل.
جبل فوجي ونادراً ما يشار إليه باسم «فوجيياما» في الثقافة اليابانية، ولكن بدلا من ذلك هو أكثر شيوعا المشار إليها باسم "Fuji san"، تدعى الأفعوانية فوجيياما كمزحة على سوء الفهم الأجانب أو الترجمة الخاطئة للكلمة. وكما هو الحال مع العديد من الأفعوانيات اليابانية، فإن الحد الأقصى لصعودها هو (54 سنة)، ورسوم دخولها منفصلة وقدرها (1,000 ين) بالإضافة إلى ارتفاع نموذجية من أي قيود الأفعوانية.
تخطيط مسار فوجيياما كأي الأفعوانية نموذجية (ذهاباً وإياباً). وهو يتضمن العديد من العناصر التي هي نموذجية في تصاميم الأفعوانيات، بما في ذلك انخفاض كبير لأول مرة، عنصر "headchopper " وسلسلة من الصغيرة " التلال الصغيرة بالقرب من نهاية الجولة في الأفعوانية.

## الاستقبال
ونظرا لحالة جذب الانتباه التي أحدثتها فوجيياما وحطمت بها رقما قياسيا عندما تم بناؤها. وقد تم تصنيف ركوبها بشكل إيجابي من جانب بعض المقيمين، حصلت على 5 نجوم في Urbanowicz ستيفن رفيق (عشاق الأفعوانيات (. ومع ذلك، فوجيياما لم توصل إلى قائمة من بين أكبر 50 أفعوانية صلبة في«الملاهي اليوم» لعام 2009 في جوائز غولدن التذاكر.

## جدل حول الاضرار الطبية
فوجيياما جذب الانتباه عن غير قصد في عام 2000 بعد مقال نشر في مجلة طب الأعصاب، والمادة وناقش العلاقة المحتملة بين ركوب الافعوانية وقوع الجلطة الدموية الدماغية. وأشارت دراسة الحالة الأولية من جانب واضعي حيث كانت امرأة قد أبلغت عن صداع شديد بعد ركوب عدة افعوانيات في مرتفعات فوجي-كيو (بما في ذلك فوجيياما
). بناء على التحقيق، أنه تم اكتشاف أن هذه المرأة عانت في الواقع من جلطة دموية دماغية. مع ذلك فإن الدراسات اللاحقة لم تؤكد أن ركوب الافعوانية هو السبب الرئيسي.

## اقرأ أيضاً
- أفعوانية
- جبل فوجي